# 폴로네즈 Op. 44 (쇼팽)
F-샤프 단조의 폴로네즈, Op. 44는 1841년 프레데리크 쇼팽이 작곡한 피아노곡이다.
폴로네즈는 제목에도 불구하고 세도막 형식의 복합 작품이다. 이 작품은 위협적인 짧은 구절로 시작되어 곧 어둡고 종종 격렬한 폴로네이즈 테마로 발전한다. 작품의 중앙 부분은 낭만적인 대조를 제공하는 A장조 마주르카이다. 마주르카는 어두운 하모니에 굴복하고 폴로네즈는 돌아온다. 마침내, 쇼팽은 F#에서 놀라운 포르티시모 옥타브로 작품을 끝낸다.
이 작품은 종종 쇼팽이 폴로네즈에서 직접 파생된 오래된 공식을 크게 버린 세 가지 "그랑 폴로네즈" 중 첫 번째 것으로 간주된다. 